# Dede Allen
Dorothea Carothers "Dede" Allen (3. december 1923 – 17. april 2010) var en amerikansk tredobbelt Oscarnomineret filmklipper.

## Filmografi i udvalg
- Bonnie and Clyde (1967)
- Serpico (1973)
- Reds (1981), også executive producer
- Henry & June (1990)
- Wonder Boys (2000)